# Goda råd (film, 2008)
Goda råd är en svensk kortfilm från 2008. Filmen regisserades av Andreas Tibblin. Med filmen vann Tibblin priset 1 km film på Stockholms filmfestival. Huvudrollerna spelades av Styrbjörn Roald, Sofia Helin och Magnus Krepper.

## Handling
Det är tidigt 1980-tal. Tioåriga Rasmus (Styrbjörn Roald) är trött på sina föräldrar som aldrig lyssnar på honom så han beslutar sig för att rymma hemifrån. Men innan han rymmer spelar han in ett kassettband med goda råd om hur man klarar av vardagen. Hans mor (Sofia Helin) är gravid och han planerar att lämna kassettbandet till sin ofödda lillebror.

## Rollista (i urval)
- Styrbjörn Roald - Rasmus
- Sofia Helin - Hanna
- Magnus Krepper - Mats

## Mottagande
Filmen har visats på åtskilliga filmfestivaler utomlands och tagits emot med stort intresse. Goda råd har bland annat vunnit pris för "Bästa kortfilm" på BAFTA/LA i San Francisco 2009 och "The Silver Hugo Grand Jury Prize for Short Film" på Chicago International Film Festival. Övriga festivaler där filmen skördat framgångar är Palm Springs International Shortfest, Athens International Film and Video Festival och Malibu Film Festival.